# 安庆市
安庆市，又名宜城，是中华人民共和国安徽省下辖的地级市，位于安徽省西南部，长江下游北岸。市境东南临池州市，东接铜陵市，北接合肥市、六安市，西邻湖北省黄冈市，南隔长江与江西省九江市相望。安庆地处大别山区与长江沿岸冲积平原之间，长江绕市境东南部流经，中部有皖江及其支流潜水、长河。西南部有龙感湖、大官湖、黄湖、泊湖，中部有武昌湖、青草湖，东部有破罡湖、菜子湖、嬉子湖等湖泊群。全市总面积13,538平方公里，全市常住总人口415.6万人。安庆是全国文明城市、中国历史文化名城、中国优秀旅游城市、国家园林城市，有中国“黄梅戏乡”之称。历史悠久，二千多年前为皖国，安徽省简称“皖”即源于此。市人民政府驻宜秀区振风大道100号。
安庆为长江沿岸著名的港口城市，中国民族工业的发源地，安徽省区域中心城市，是安徽省西南政治、经济、文化、科教、交通和航运中心，是皖赣鄂三省交界处全国重要的交通枢纽和军事战略要地。长江沿岸重要的滨江港口城市，长三角西门户，长江中游城市群重要枢纽，皖南国际旅游文化示范区重点城市，皖江城市带承接产业转移示范区核心城市，地理位置重要，有“万里长江此封喉，吴楚分疆第一州”之喻。

## 释名
今天的“安庆八县”在宋朝时称为舒州，郡望同安，德庆军节度，因而在南宋绍兴十七年（1147年）时各取“同安”、“德庆”之尾字改德庆军为安庆军，“安庆”自此得名（含“平安吉庆”之意）。安庆城始建于公元1217年，至今已有近800年的历史。东晋學者郭璞曾称“此地宜城”，故安庆又别名“宜城”。

## 历史
安庆历史悠久，考古工作者曾在此发现过多处新石器时期文化遗址，其中比较著名的有张四墩遗址、薛家岗遗址、孙家城遗址等新石器文化遗址。
先秦时期，周天子曾分封皖国，地域位于现在的安庆市潜山市，这也是安徽简称“皖”的由来。春秋时市境地属桐、皖二国。皖、桐先后为楚灭，属楚国。后属吴国。战国时，复属楚国。
秦汉时期，江北重镇皖城位于今潜山。秦统一后，属九江郡。西汉初，改九江郡为淮南国。文帝前元十六年（前164年），分淮南国，立淮南、衡山、庐江3国，属衡山国。后衡山国除，为庐江郡。武帝分全国为13刺史部（州），隶属扬州刺史部庐江郡舒县、皖县，直到东汉。
三国时期，曹魏和东吴在此多次交兵。初属魏，后属吴。舒县废，属吴庐江郡皖县（郡治）。
魏晋南北朝时期，在今天的安庆市区和怀宁县山口镇（今大观区山口乡）附近，曾先后修筑了吕蒙城和皖口城，是长江北岸的军事要塞。后在战争结束后被废弃。西晋平吴，复置舒县，属庐江郡舒县及皖县。永嘉末（313年），皖县废。东晋义熙年间（405－418年），于皖县旧地立怀宁县（怀宁之名始见于此，县治在今潜山市）及新冶县（今望江县），并置晋熙郡。分属庐江郡舒县及晋熙郡怀宁县（郡治）。南朝宋初，于舒县侨立阴安县，隶晋熙郡。宋、齐时属晋熙郡阴安县、怀宁县（宋时郡治）。梁置豫州，复改晋州，治晋熙郡怀宁县。北齐以晋州为江州，陈又为晋州。属晋熙郡怀宁县、枞阳郡阴安县。
隋开皇初，改晋熙郡为熙州，领怀宁、宿松、太湖、望江、同安5县。大业三年（607年），熙州改为同安郡，怀宁仍为郡治。分属同安郡同安县与怀宁县。唐武德九年（626年），改同安郡为东安州，旋为舒州。天宝元年（742年）又改为同安郡。至德二载（757年），更名盛唐郡（同安县同时改名桐城县，县治于开元年间移至今桐城县城），翌年复名舒州。属舒州（同安郡）桐城县、怀宁县。
五代十国时，先后属吴、南唐、后周，仍为舒州桐城县及怀宁县辖地。
北宋建隆元年（960年），舒州（同安郡）团练州升为防御使。政和五年（1115年），置舒州德庆军。南宋绍兴十七年（1147年），改为舒州安庆军（因与德庆府重名，故取同安郡旧称之“安”，易名“安庆”。安庆之名始于此）。庆元元年（1195年），升为安庆府，府治在今潜山城区，领怀宁、桐城、太湖、宿松、望江5县。市境地属安庆府桐城县、怀宁县。嘉定十年（1217年）四月，金军南下破光州（今河南潢川）。安庆知府黄干奏请朝廷，在“盛唐湾宜城渡之阴”即今城区所在地建筑新城，以备战守。此为安庆建城之始。同时，安庆府治从怀宁县（今潜山市）移于安庆新城，怀宁县治亦迁皖口（今大观区山口乡）。后由于金兵威胁减轻，建城时辍时续。宋理宗绍定四年（1231年），安庆知府赵某（佚名）第二次筑安庆城，未竣工又停建。端平三年（1236年），蒙古军南进，府治移罗刹洲（今池州市贵池区境内），又移杨槎洲。府城渐荒墟。景定元年（1260年）三月，为防御蒙古军，沿江制置大使马光祖复筑安庆城，怀宁县始迁附郭。安庆城从此府、县同城而治，地域全属怀宁县，一直延续到清末。 安庆城从建初到现在已有770多年的历史了。元至元十三年（1276年），改安庆府为安庆路，立安抚司。次年改为总管府（治怀宁县），属蕲黄宣慰司。二十三年（1286年），罢宣慰司，直属河南江北行中书省。至治三年（1323年），以怀宁县西部的清朝、玉照两乡立潜山县，治怀宁旧城。从此怀宁县境域相对稳定。安庆路领怀宁、桐城、太湖、宿松、望江、潜山6县。元朝后期，爆发红巾军起义，元军倚安庆城为屏障。至正十三年（1353年），行中书省于淮东改宣慰司为都元帅府，治淮西。以宣慰副使佥都元帅府事分兵守安庆城。
至正二十一年（1361年）八月，朱元璋改安庆路为宁江府，翌年四月改宁江府为安庆府。明初直隶南京（又称南直隶）。天顺（1457－1464年）时，在今城区境内，安庆府设10坊。明末，张献忠起义军逼近安庆，明廷为加强安庆的军事力量，崇祯十年（1637年）七月，从应天10府中划安庆、庐州、池州、太平4府别设巡抚（简称安庐巡抚），驻节安庆城。这是安庆第一次设置巡抚，其领辖范围除安庆等4府外，还包括河南光州（今潢川县）的光山、固始、湖广蕲州（今湖北蕲春县）的广济、黄梅、江西德化（今九江市）的湖口等地。
顺治二年（1645年）因明制，仍立安庐巡抚，驻节安庆城。五年，巡抚移驻池州。六年，归并操江，称操抚。领上下江防事的操江先驻江宁（今南京市），至此移驻安庆。康熙元年（1662年），操江军务归并两江总督（驻江宁），遂专设巡抚驻安庆。清初，安庆府隶属江南布政使司（俗称江南省）。顺治十八年（1661年），江南布政使司分为左右二司，均治江宁。安庆隶江南左布政使司。康熙六年（1667年）改江南左布政使司为安徽布政使司（安徽省），仍寄治江宁，此为安徽省建置之始。乾隆二十五年（1760年），安徽布政使司自江宁移治安庆，从此安庆正式为省治（省会）。
咸丰三年（1853年）太平军攻占安庆，省治迁庐州府（合肥市）。咸丰十一年（1861年），湘军曾国荃部攻破安庆，数万安庆军民被屠杀，是為安慶之戰。曾国藩的幕僚赵烈文目睹了这次惨祸：“杀贼凡一万余人，男子髻龀以上皆死，……妇女万余俱为掠出”，“军兴以来，荡涤未有如此之酷者矣”。曾国藩的亲信李榕也称：“通计前后杀毙援贼、城外垒贼、降贼及城中之贼实有4万余人，军兴以来，杀劫此为最重。”巡抚衙门迁回安庆，湘军司令部短暫搬遷至此。同治元年（1862年）迁回安庆。
民国元年（1912年）1月1日，中华民国成立，安徽首任都督兼民政长是同盟会员柏文蔚。1938年1月，日本侵略军攻进安庆，安徽省政府先期迁往六安、金寨等地。
从抗战胜利时起到中华人民共和国成立前夕，安庆是国民政府安庆专员公署和怀宁县治所在地。1949年4月，解放军占领安庆。1988年地、市合併。安庆遂辖周围八县，桐城县于1996年8月20日经民政部批复（民行批[1996]59号）撤销，设立县级桐城市。2016年1月4日，枞阳县划归铜陵市。2018年8月3日经国务院批准撤销潜山县，设立县级潜山市。

## 地理
安庆北依大别山，与六安市、合肥市、铜陵市相接；东南濒长江，与池州市、江西省九江市为邻；西连湖北省黄冈市。全市总面积共1.53万平方公里，其中市区面积820平方公里。
安庆地理位置十分重要，具有相当的战略意义，曾国藩就曾经认为“安庆之得失，定乾坤之转与不转。安庆关系淮南之全局，为克复金陵之张本。”

## 氣候
安庆属亚热带季风气候，四季分明、雨热同期、光照充足。1月平均气温4.3℃，7月平均气温29.2℃，全年均温17.2℃。极端最高气温40.9℃（2003年8月2日），极端最低气温-12.5℃（1969年2月5日）。降水量1200-1500毫米，日照时数1800小时左右。
| 安庆市气象数据（1981年至2010年） | 安庆市气象数据（1981年至2010年） | 安庆市气象数据（1981年至2010年） | 安庆市气象数据（1981年至2010年） | 安庆市气象数据（1981年至2010年） | 安庆市气象数据（1981年至2010年） | 安庆市气象数据（1981年至2010年） | 安庆市气象数据（1981年至2010年） | 安庆市气象数据（1981年至2010年） | 安庆市气象数据（1981年至2010年） | 安庆市气象数据（1981年至2010年） | 安庆市气象数据（1981年至2010年） | 安庆市气象数据（1981年至2010年） | 安庆市气象数据（1981年至2010年） |
| 月份                             | 1月                              | 2月                              | 3月                              | 4月                              | 5月                              | 6月                              | 7月                              | 8月                              | 9月                              | 10月                             | 11月                             | 12月                             | 全年                             |
| -------------------------------- | -------------------------------- | -------------------------------- | -------------------------------- | -------------------------------- | -------------------------------- | -------------------------------- | -------------------------------- | -------------------------------- | -------------------------------- | -------------------------------- | -------------------------------- | -------------------------------- | -------------------------------- |
| 历史最高温 °C（°F）              | 22.8 (73.0)                      | 27.4 (81.3)                      | 32.1 (89.8)                      | 33.8 (92.8)                      | 35.8 (96.4)                      | 38.3 (100.9)                     | 39.5 (103.1)                     | 40.9 (105.6)                     | 38.0 (100.4)                     | 34.3 (93.7)                      | 29.7 (85.5)                      | 24.5 (76.1)                      | 40.9 (105.6)                     |
| 平均高温 °C（°F）                | 7.6 (45.7)                       | 10.0 (50.0)                      | 14.6 (58.3)                      | 21.2 (70.2)                      | 26.6 (79.9)                      | 29.4 (84.9)                      | 32.9 (91.2)                      | 32.2 (90.0)                      | 28.0 (82.4)                      | 22.7 (72.9)                      | 16.5 (61.7)                      | 10.4 (50.7)                      | 21.0 (69.8)                      |
| 日均气温 °C（°F）                | 4.3 (39.7)                       | 6.6 (43.9)                       | 10.7 (51.3)                      | 17.0 (62.6)                      | 22.4 (72.3)                      | 25.7 (78.3)                      | 29.2 (84.6)                      | 28.5 (83.3)                      | 24.3 (75.7)                      | 18.8 (65.8)                      | 12.4 (54.3)                      | 6.5 (43.7)                       | 17.2 (63.0)                      |
| 平均低温 °C（°F）                | 1.7 (35.1)                       | 3.8 (38.8)                       | 7.6 (45.7)                       | 13.6 (56.5)                      | 19.0 (66.2)                      | 22.7 (72.9)                      | 26.2 (79.2)                      | 25.5 (77.9)                      | 21.4 (70.5)                      | 15.6 (60.1)                      | 9.2 (48.6)                       | 3.6 (38.5)                       | 14.2 (57.6)                      |
| 历史最低温 °C（°F）              | −10.1 (13.8)                     | −12.5 (9.5)                      | −4.3 (24.3)                      | −0.3 (31.5)                      | 8.3 (46.9)                       | 13.2 (55.8)                      | 17.1 (62.8)                      | 17.6 (63.7)                      | 11.7 (53.1)                      | 3.2 (37.8)                       | −3.8 (25.2)                      | −8.5 (16.7)                      | −12.5 (9.5)                      |
| 平均降水量 mm（）                | 57.0 (2.24)                      | 74.1 (2.92)                      | 125.9 (4.96)                     | 163.5 (6.44)                     | 166.8 (6.57)                     | 265.4 (10.45)                    | 206.6 (8.13)                     | 136.4 (5.37)                     | 71.5 (2.81)                      | 69.0 (2.72)                      | 66.1 (2.60)                      | 34.6 (1.36)                      | 1,436.9 (56.57)                  |
| 平均降水天数（≥ 0.1 mm）         | 10.4                             | 11.0                             | 14.3                             | 13.7                             | 12.8                             | 13.0                             | 11.2                             | 10.7                             | 7.5                              | 8.3                              | 7.7                              | 7.0                              | 127.6                            |
| 平均相對濕度（％）               | 75                               | 74                               | 75                               | 75                               | 74                               | 79                               | 77                               | 78                               | 77                               | 74                               | 73                               | 72                               | 75                               |
| 月均日照時數                     | 104.6                            | 102.4                            | 109.9                            | 140.6                            | 166.0                            | 159.2                            | 215.6                            | 221.2                            | 169.7                            | 159.6                            | 144.4                            | 137.4                            | 1,830.6                          |
| 可照百分比                       | 33                               | 33                               | 30                               | 36                               | 39                               | 38                               | 50                               | 54                               | 46                               | 45                               | 45                               | 44                               | 41                               |
| 来源：中国气象局                 |                                  |                                  |                                  |                                  |                                  |                                  |                                  |                                  |                                  |                                  |                                  |                                  |                                  |

## 政治

### 现任领导
| 机构     | · 中国共产党 · 安庆市委员会 | 安庆市人民代表大会 常务委员会 | 安庆市人民政府    | · 中国人民政治协商会议 · 安庆市委员会 |
| 职务     | 书记                        | 主任                          | 市长              | 主席                                  |
| -------- | --------------------------- | ----------------------------- | ----------------- | ------------------------------------- |
| 姓名     | 孟景伟                      | 周东明                        | 张君毅            | 章松                                  |
| 民族     | 汉族                        | 汉族                          | 汉族              | 汉族                                  |
| 籍贯     | 河南省汝州市                | 安徽省枞阳县                  | 安徽省涡阳县      | 安徽省桐城市                          |
| 出生日期 | 1974年5月（51歲）           | 1964年11月（60歲）            | 1970年2月（55歲） | 1963年2月（62歲）                     |
| 就任日期 | 2025年8月                   | 2021年4月                     | 2021年8月         | 2018年1月                             |

### 历任领导
| 市委书记 - 方兆祥（1988年1月－1991年12月） - 汪石满（1991年12月－1997年1月） - 陈履祥（1997年1月－2000年10月） - 赵树丛（2000年10月－2003年1月） - 韩先聪（2003年4月－2008年2月） - 朱读稳（2008年2月－2013年2月） - 虞爱华（2013年2月－2016年3月） - 魏晓明（2016年3月－2021年3月） - 张祥安（2021年3月－2025年8月） - 孟景伟（2025年8月－） | 市长 - 刘思魁（1988年8月－1994年1月） - 周公顺（1994年1月－1999年1月） - 赵树丛（1999年1月－2001年2月） - 韩先聪（2001年2月－2003年4月） - 朱读稳（2003年4月－2008年4月） - 肖超英（2008年5月－2012年8月） - 虞爱华（2012年8月－2013年2月） - 魏晓明（2013年3月－2016年4月） - 陈冰冰（2016年4月－2021年8月） - 张君毅（2021年8月－） |

### 行政区划
安庆市现辖3个市辖区、5个县，代管2个县级市。
- 市辖区：迎江区、大观区、宜秀区
- 县级市：桐城市、潜山市
- 县：怀宁县、太湖县、宿松县、望江县、岳西县

此外，安庆市设立了以下经济管理区：国家级安庆经济技术开发区、安庆长江大桥经济开发区。

## 人口
2022年末，安庆市常住人口415.6万人，城镇化率56.29%，比上年末提高0.12个百分点。
根据2020年第七次全国人口普查，全市常住人口为4,165,284人。同第六次全国人口普查的4,472,667人相比，十年共减少了307,383人，下降6.87%，年平均增长率为-0.71%。其中，男性人口为2,103,208人，占总人口的50.49%；女性人口为2,062,076人，占总人口的49.51%。总人口性别比（以女性为100）为101.99。0－14岁的人口为694,961人，占总人口的16.68%；15－59岁的人口为2,574,699人，占总人口的61.81%；60岁及以上的人口为895,624人，占总人口的21.5%，其中65岁及以上的人口为710,606人，占总人口的17.06%。居住在城镇的人口为2,312,500人，占总人口的55.52%；居住在乡村的人口为1,852,784人，占总人口的44.48%。

### 民族
全市常住人口中，汉族人口为4,147,622人，占99.58%；各少数民族人口为17,662人，占0.42%。与2010年第六次全国人口普查相比，汉族人口减少310,449人，下降6.96%，占总人口比例下降0.1个百分点；各少数民族人口增加3,066人，增长21.01%，占总人口比例增加0.1个百分点。

## 经济
安庆市初步形成了石油化工、轻纺食品、机械及汽车零部件、商贸流通四大支柱产业，以及农业、文化旅游、建材器械、医药、船舶、航空、电子商务等新兴环保、高科技、服务产业。国务院批复的国家级《皖江城市带承接产业转移示范区规划》中，明确定位：安庆，是全省三大区域中心城市之一、三大产业组团之一、六大交通枢纽之一、现代化历史文化名城，打造带动皖西南、辐射皖赣鄂交界地区的区域中心城市，建设全国重要的石化和轻纺产业基地。2013年，安庆市以GDP1500亿元跻身安徽省前三甲，跨越千亿元，创历史新高。2020年，安庆市GDP为2467.7亿元，增速4%。
工业以机械制造、纺织、石油化工为主。国有企业发展缓慢，民营企业相对发展较快，外资正在扩大投资。对外主要向日本和美国出口。
安庆市的经济在中国现代化建设中取得了长足的发展，现有大型石化企业安庆石化，有全国纺企业的先进单位华茂股份有限公司，更有众多的中外合资企业，安庆大电厂一期二期均已建成。

## 交通
- 公路： 206国道、 236国道、 318国道、 347国道，另有 沪渝高速、 合安高速、 宁九高速、 沪武高速通過安慶境內，其中 沪渝高速同時途經安庆长江公路大桥。
- 铁路：長期而來只有連接合九铁路的安庆铁路，2015年以來開通了宁安客运专线（通過安庆长江铁路大桥進入安慶境內）和合安九客运专线，另有正在建设的六安景铁路。
- 民航：安庆天柱山机场已开通北京，上海，广州，天津，深圳，西安，厦门，宁波，青岛等15座城市的航线，新航站楼于2022年7月启用[18]。

## 全国重点文物保护单位
- 薛家岗遗址
- 白崖寨
- 天柱山山谷流泉摩崖石刻
- 振风塔
- 世太史第
- 孙家城遗址
- 张四墩遗址
- 张廷玉墓
- 太平塔
- 法云寺塔
- 桐城文庙
- 安庆南关清真寺
- 浮山摩崖石刻
- 安徽大学红楼及敬敷书院旧址
- 安庆天主堂
- 陈独秀墓

## 旅游
- 天柱山：坐落于潜山县境内，其主峰为天柱峰，汉武帝曾正式封其为「南岳」（古南岳），后被隋文帝以疆域南扩为由撤改为衡山，世界地质公园，AAAAA风景名胜区。
- 花亭湖：太湖县境内的国家级重点和AAAA风景名胜区。
- 五千年文博园：位于安庆太湖县经济开发区，国家AAAA级旅游景区，中华文化主题公园。
- 大龙山：国家级森林公园，位于安庆市北郊，一起秀峰叠峙，蜿蜒似龙而得名。
- 迎江寺：长江中下游的名寺，全国重点寺庙。
- 振风塔：矗立于迎江寺中，有「万里长江第一塔」的美誉。
- 陈独秀墓：中国共产党创始者之一，陈独秀之墓。
- 小孤山：宿松县南部的著名风景名胜。
- 白崖寨：宿松县北部的著名风景区。
- 浮山：枞阳县境内。国家级森林公园、国家级地质公园、安徽五大名山之一。
- 司空山：中国禅宗第一山、中华禅宗胜地。
- 同安监遗址：宋代中国主要铸钱地之一。
- 安庆造币厂：清代中国重要钱币制造地之一。
- 薛家岗文化遗址：国家级文物保护单位。
- 石牛古洞摩岩石刻：国家级文物保护单位。
- 妙道山：国家级森林公园。
- 石莲洞：国家级森林公园。
- 鹞落坪自然保护区：国家级自然保护区。
- 安庆沿江湿地：世界著名湿地、中国湿地自然保护区。
- 巨石山：国家AAAA级旅游景区。

## 文化艺术
- 黄梅戏，中国五大剧种之一，源於鄂赣皖三省一代的采茶调。黄梅戏为安庆的地方戏。1992、1996、2003、2006、2009、2012、2015、2018、2021年共举办了九届中国（安庆）黄梅戏艺术节。
- 安庆师范大学，百年名校安庆师范学院坐落于美丽的大龙山脚。
- 中国四大民间传说发生传播地之一----董永与七仙女
- 中国最早叙事诗，乐府双璧之一----孔雀东南飞
- 中国著名成语“不越雷池一步”发生地----古雷池
- 中国禅宗佛教祖庭，全国重点寺庙----二祖禅寺
- 全国重点寺庙----三祖寺
- 全国重点寺庙----迎江寺
- 中国最早三大观建筑之一，皖江第一风景名胜----大观亭
- 太平天国早期政治军事中心之一，明末状元府第----太平天国临时翼王府
- 太平天国中期政治军事中心之一----太平天国英王府
- 慈禧太后行宫----万寿宫
- 一门三进士，中国佛教协会会长赵朴初故居----世太史第
- 中国最早现代医院之一----同仁医院
- 明清时期统治中国文化数百年的桐城派祖庭----桐城文庙
- 中国最早高等院校之一遗址----安徽大学红楼
- 中国唯一黄梅戏艺术专业院校----安徽黄梅戏艺术职业学院

## 传说轶事
- 《孔雀东南飞》，中国古代著名的爱情传说，故事发生地在今安庆潜山[19]。
- 大乔娉小乔媚：东汉末年，吴主孙策及都督周瑜攻克皖城（今潜山），得二美女——大乔和小乔。后孙策纳大乔，周瑜纳小乔，成为了历史上一段美女配英雄的佳话。

## 传统小吃
- 江（音“甘”）毛水饺
- 胡玉美蚕豆酱：中国地理标志产品
- 墨子酥
- 怀宁贡糕
- 大南门牛肉包子